# ティアラ文庫
ティアラ文庫（ティアラぶんこ）は、プランタン出版が発行し、フランス書院から発売されている文庫本レーベル。なお、プランタン出版は、フランス書院の関連会社。

## 概要
2009年6月3日に立ち上げられた、女性を読者層と想定しているティーンズラブ小説レーベル。作品は女性キャラクターを主人公としており、男女の恋愛を主題とした作品が中心だが、初期のラインナップにはレズビアン小説も存在する。
本レーベルのしおりは、長方形ではなく、トランプの形に近い。また、タロットカード(2011年10月まで)・キャラクター紹介カード(2011年11月以降)の要素も含まれている（公式サイトでの、しおりに関する説明）。
レーベル内レーベルに「エロティックメルヘン」シリーズが発足され2018年12月17日より刊行している。また、アンソロジーとして「ティアラ文庫溺愛アンソロジー」の第1弾が2019年2月18日より刊行されていて、前述の「エロティックメルヘン」シリーズからも試みられたものがある。
姉妹レーベルの『オパール文庫』と比べると、キャラクターや舞台がファンタジックな設定を伴うものや異世界のヒストリカルロマンスが多い。

## 漫画化
宙出版のコミック単行本『YLC DX collection』レーベルより2013年11月19日刊行分から書き下ろしでコミカライズされており、雑誌『恋愛白書DX』シリーズにもそれらを掲載したことがある。『恋愛白書DX』シリーズの掲載は読み切りであったが、2017年4月17日に同じく宙出版より『ル・ノエル』という雑誌が創刊され、やはりティアラ文庫作品のコミカライズを中心にファンタジー系の漫画を連載している。

## 作家傾向
本レーベルに作品を発表している作家陣の多くが、本職はボーイズラブ作家である。特に2009年6月の最初のラインナップ5作品中4作品がボーイズラブ作家の作品だった。
その一方で、それ以外の分野のライトノベル作家などが執筆する事もあるほか、本レーベルで商業デビューした作家も存在する。さらに、同じフランス書院のジュブナイルポルノレーベルである美少女文庫の作家が本レーベルに作品を発表する事もたびたびある。

### 主な作家および主な作品
（順不同）

#### ボーイズラブ作家
- 剛しいら
  - 華の皇宮物語シリーズ
  - 夜だけの女王
- 水戸泉
  - ヴァンパイア・プリンセス
  - 妖かし恋奇譚　黒龍と堕天使
- 成田空子
  - 愛百合女学院へようこそ♥
- 大槻はぢめ
  - 紅の勾玉～姫君の幼馴染は陰陽師～
  - 身代わり花嫁アリス　王子様といきなり結婚!?
  - 秘蜜の修道院学校
- 斎王ことり
  - 太陽神の姫巫女シリーズ
  - 豪華客船の監禁愛　執事と王子と囚われ姫
- 水島忍
  - ヴィクトリアン・ロマンス　夜は悪魔のような伯爵と
  - 買われた王女
- 永谷圓さくら
  - 契約のキス　大富豪と貴族令嬢
  - 愛の檻　騎士に淫らに触れられて
  - 愛の華　貴族に甘く口づけられて
  - 騎士恋物語
- 岡野麻里安
  - プレイボーイ伯爵の純愛
- しみず水都
  - 花蜜ロマネスク　王子が愛した花嫁
  - 夜蜜晶
- 沢城利穂
  - 蜜愛 銀伯爵のシンデレラ
  - 熱愛 南国王子のシンデレラ

#### ライトノベル作家
- 魚住ユキコ
  - 黒椿姫 雷鳥の暗殺者と公爵令息
- 花衣沙久羅
  - 海賊と姫君 Eternal Lovers
- 館山緑
  - オリエンタル・ロマンス　騎士は花嫁を奪う
  - トリニティ・ロマンス　鈴蘭の花嫁と双子プリンス
  - しあわせな恋のはなし
  - 子爵探偵　甘い口づけは謎解きのあとで
- 野梨原花南
  - 8月10日を楽しみに　守護天使（巨乳でチビ）と王子（イヤミで口が悪い）
- 麻木未穂
  - 光の王女と炎の王子 恋は淫らな契約から
  - 竜のいない王国

#### 当レーベルでデビューした作家
- ゆきの飛鷹
  - 黄金の皇子と白銀の騎士姫
  - 蜜月　王子の溺愛、花嫁の愉悦
  - 韓なる花の恋がたり 暗行御史の花嫁
  - マリーナ・ロマンスシリーズ
  - 後宮恋夜　皇帝の溺愛
  - 禁断の花嫁シリーズ
- 仁賀奈[注釈 2]
  - アラビアンズ・ロマンス　花嫁は王の腕で微睡む
  - ウェディング・オークション　その香りは花嫁を誘惑する
  - ハーレムナイトシリーズ
- 南咲麒麟
  - 蒼月流れて華が散る 絶華の姫
  - 蒼穹恋姫
  - 傾国花嫁 月夜に愛、咲き乱れて

#### 美少女文庫の作家
- 七海ユウリ
  - 魔王子の花嫁
  - 騎士の涙姫 トゥルーラブ
- わかつきひかる
  - 王子が恋した女神姫　薔薇と陰謀の舞踏会
  - スルタンに奪われて
- みかづき紅月
  - ホテル王のシンデレラ

#### その他
- 柚原テイル(ゲームシナリオライター)
  - プリンセス・リングシリーズ
- 青龍つかさ(別名義でフリーライターとして活動)
  - プリティ☆ウィッチ☆アカデミー! 魔法使いと契約の夜
  - 金の籠　世界さえ滅ぼせる大魔法使いに嫁いだ姫の物語